# Avifauna del archipiélago de Chiloé
La avifauna del archipiélago de Chiloé incluye 147 especies de las cuales una es endémica, ocho se encuentran globalmente amenazadas y una fue introducida por el hombre.
La diversidad de especies de aves en esta zona es alta, y representa alrededor del 28% del total de Chile —de un total estimado de 521 especies— y más del 4,3% de todas las presentes en América del Sur —de un total de 3415—.
La costa occidental de la isla grande representa un hábitat de importancia para algunas especies migratorias inter-hemisféricas como el playero blanco, el Zarapito común o el Zarapito de pico recto.

## Aves terrestres

### Ciconiiformes

#### Ardeidae
| Nombre científico | Nombre común                                   | Origen | Estatus | Distribución en Chile    | Hábitat | Hábitat    | Hábitat | Hábitat        | Hábitat  | Medidas | EC | Imagen | Refs                       |
| Nombre científico | Nombre común                                   | Origen | Estatus | Distribución en Chile    | Bosque  | Plantación | Pradera | Río y/o estero | Matorral | Medidas | EC | Imagen | Refs                       |
| ----------------- | ---------------------------------------------- | ------ | ------- | ------------------------ | ------- | ---------- | ------- | -------------- | -------- | ------- | -- | ------ | -------------------------- |
| Ardea alba        | Garza grande o garza mayor                     | N      | R       | Arica a Tierra del Fuego |         |            |         | Sí             |          | L: 85   | LC |        | [ 6 ] [ 5 ] [ 7 ]          |
| Ardea cocoi       | Cuca, pillo, garza grande, garzón o garza mora | N      | R       | Antofagasta a Magallanes |         |            |         | Sí             |          | L: 120  | LC |        | [ 8 ] [ 9 ] [ 7 ] [ 10 ]   |
| Egretta thula     | Garza, garceta o garcita                       | N      | R       | Arica a Chiloé           |         |            |         | Sí             |          | L: 50   | LC |        | [ 11 ] [ 12 ] [ 10 ] [ 7 ] |

#### Threskiornithidae
| Nombre científico     | Nombre común        | Origen | Estatus | Distribución en Chile    | Hábitat | Hábitat    | Hábitat | Hábitat        | Hábitat  | Medidas | EC | Imagen | Refs                 |
| Nombre científico     | Nombre común        | Origen | Estatus | Distribución en Chile    | Bosque  | Plantación | Pradera | Río y/o estero | Matorral | Medidas | EC | Imagen | Refs                 |
| --------------------- | ------------------- | ------ | ------- | ------------------------ | ------- | ---------- | ------- | -------------- | -------- | ------- | -- | ------ | -------------------- |
| Theristicus melanopis | Bandurria o chuchac | N      | R       | Arica a Tierra del Fuego |         | Sí         | Sí      | Sí             |          | L: 85   | LC |        | [ 13 ] [ 14 ] [ 15 ] |

### Coraciiformes

#### Alcedinidae
| Nombre científico | Nombre común           | Origen | Estatus | Distribución en Chile         | Hábitat | Hábitat    | Hábitat | Hábitat        | Hábitat  | Medidas  | EC | Imagen | Refs                        |
| Nombre científico | Nombre común           | Origen | Estatus | Distribución en Chile         | Bosque  | Plantación | Pradera | Río y/o estero | Matorral | Medidas  | EC | Imagen | Refs                        |
| ----------------- | ---------------------- | ------ | ------- | ----------------------------- | ------- | ---------- | ------- | -------------- | -------- | -------- | -- | ------ | --------------------------- |
| Ceryle torquata   | Martín pescador grande | N      | R       | Concepción a Tierra del Fuego | Sí      |            |         | Sí             |          | L: 36-41 | LC |        | [ 17 ] [ 18 ] [ 16 ] [ 15 ] |

### Columbiformes

#### Columbidae
| Nombre científico    | Nombre común            | Origen | Estatus | Distribución en Chile          | Hábitat | Hábitat    | Hábitat | Hábitat        | Hábitat  | Medidas  | EC | Imagen | Refs                 |
| Nombre científico    | Nombre común            | Origen | Estatus | Distribución en Chile          | Bosque  | Plantación | Pradera | Río y/o estero | Matorral | Medidas  | EC | Imagen | Refs                 |
| -------------------- | ----------------------- | ------ | ------- | ------------------------------ | ------- | ---------- | ------- | -------------- | -------- | -------- | -- | ------ | -------------------- |
| Patagioenas araucana | Paloma araucana Torcasa | N      | R       | Vallenar a Península de Taitao | Sí      |            |         |                |          | L: 30-40 | LC |        | [ 19 ] [ 15 ] [ 20 ] |

### Passeriformes

#### Emberizidae
| Nombre científico     | Nombre común                                                              | Origen | Estatus | Distribución en Chile                                | Hábitat | Hábitat    | Hábitat | Hábitat        | Hábitat  | Medidas  | EC | Imagen | Refs                               |
| Nombre científico     | Nombre común                                                              | Origen | Estatus | Distribución en Chile                                | Bosque  | Plantación | Pradera | Río y/o estero | Matorral | Medidas  | EC | Imagen | Refs                               |
| --------------------- | ------------------------------------------------------------------------- | ------ | ------- | ---------------------------------------------------- | ------- | ---------- | ------- | -------------- | -------- | -------- | -- | ------ | ---------------------------------- |
| Phrygilus patagonicus | Quichán, Comesebo patagónico, cometocino patagónico o fringilo patagónico | N      | R       | La Serena a Tierra del Fuego                         | Sí      | Sí         |         |                | Sí       | L: 15-16 | LC |        | [ 21 ] [ 22 ] [ 23 ] [ 15 ] [ 24 ] |
| Diuca diuca           | Diuca o viuca                                                             | N      |         | Coquimbo a Magallanes; Introducida en Isla de Pascua |         |            | Sí      |                | Sí       | L: 17-18 | LC |        | [ 25 ] [ 15 ] [ 26 ]               |
| Sicalis luteola       | Chirío, Chirigüe                                                          | N      |         | Atacama a Aysén e Islas Guaitecas                    | Sí      | Sí         |         |                |          | L: 14-15 | LC |        | [ 15 ] [ 27 ] [ 28 ]               |
| Zonotrichia capensis  | Pachoco, Chincol                                                          | N      |         | Atacama a Islas Guaitecas                            |         |            | Sí      |                | Sí       | L: 14-15 | LC |        | [ 29 ] [ 15 ] [ 30 ]               |

#### Fringillidae
| Nombre científico | Nombre común       | Origen | Estatus | Distribución en Chile             | Hábitat | Hábitat    | Hábitat | Hábitat        | Hábitat  | Medidas  | EC | Imagen | Refs                 |
| Nombre científico | Nombre común       | Origen | Estatus | Distribución en Chile             | Bosque  | Plantación | Pradera | Río y/o estero | Matorral | Medidas  | EC | Imagen | Refs                 |
| ----------------- | ------------------ | ------ | ------- | --------------------------------- | ------- | ---------- | ------- | -------------- | -------- | -------- | -- | ------ | -------------------- |
| Carduelis barbata | Jilguero o canario | N      | M       | Valle del Huasco a Cabo de Hornos | Sí      | Sí         | Sí      |                | Sí       | L: 13-14 | LC |        | [ 31 ] [ 15 ] [ 32 ] |

#### Furnariidae
| Nombre científico            | Nombre común                                        | Origen | Estatus | Distribución en Chile                         | Hábitat | Hábitat    | Hábitat | Hábitat        | Hábitat  | Medidas  | EC | Imagen | Refs                               |
| Nombre científico            | Nombre común                                        | Origen | Estatus | Distribución en Chile                         | Bosque  | Plantación | Pradera | Río y/o estero | Matorral | Medidas  | EC | Imagen | Refs                               |
| ---------------------------- | --------------------------------------------------- | ------ | ------- | --------------------------------------------- | ------- | ---------- | ------- | -------------- | -------- | -------- | -- | ------ | ---------------------------------- |
| Aphrastura spinicauda        | Bullicioso, yiqui-yiqui o comesebo chico            | N      | R       | Parque Nacional Fray Jorge a Tierra del Fuego | Sí      | Sí         |         |                |          | L: 13-15 | LC |        | [ 15 ] [ 33 ] [ 34 ]               |
| Cinclodes oustaleti          | Churrete chico                                      | N      | R       | Antofagasta a Chiloé y Aysén                  |         |            | Sí      | Sí             | Sí       | L: 17-18 | LC |        | [ 35 ] [ 36 ]                      |
| Cinclodes patagonicus        | Churrete o piloto                                   | N      | R       | Golfo de Penas a Tierra del Fuego             |         |            | Sí      | Sí             | Sí       | L: 22    | LC |        | [ 37 ] [ 38 ]                      |
| Geositta cunicularia         | Minero o caminante                                  | N      | R       | Sur de Atacama a Llanquihue                   |         |            | Sí      |                | Sí       | L: 15    | LC |        | [ 39 ] [ 40 ] [ 41 ] [ 42 ] [ 43 ] |
| Phleocryptes melanops        | Trabajador                                          | N      | R       | Atacama a Llanquihue                          |         |            |         | Sí             | Sí       | L: 13-14 | LC |        | [ 44 ] [ 45 ]                      |
| Pygarrhichas albogularis     | Carpintero pardo o comesebo grande                  | N      | R       | Valparaíso a Tierra del Fuego                 | Sí      |            |         |                |          | L: 16    | LC |        | [ 46 ] [ 47 ]                      |
| Leptasthenura aegithaloides  | Tijereta, siete colas o choque                      | N      | R       | Coquimbo a Aysén                              | Sí      | Sí         |         |                | Sí       | L: 16    | LC |        | [ 15 ] [ 48 ] [ 49 ]               |
| Sylviorthorhynchus desmursii | Colilarga, cola de paja, memorioso o colita de nine | N      | R       | Aconcagua a Magallanes                        | Sí      |            |         |                | Sí       | L: 24    | LC |        | [ 15 ] [ 50 ] [ 51 ] [ 52 ]        |

#### Hirundinidae
| Nombre científico        | Nombre común                                           | Origen | Estatus | Distribución en Chile      | Hábitat | Hábitat    | Hábitat | Hábitat        | Hábitat  | Medidas           | EC | Imagen | Refs                              |
| Nombre científico        | Nombre común                                           | Origen | Estatus | Distribución en Chile      | Bosque  | Plantación | Pradera | Río y/o estero | Matorral | Medidas           | EC | Imagen | Refs                              |
| ------------------------ | ------------------------------------------------------ | ------ | ------- | -------------------------- | ------- | ---------- | ------- | -------------- | -------- | ----------------- | -- | ------ | --------------------------------- |
| Hirundo rustica          | Golondrina bermeja                                     | N      | R       | Arica a Magallanes         |         |            |         | Sí             | Sí       | L: 18-19 E: 30-32 | LC |        | [ 53 ] [ 54 ] [ 7 ]               |
| Notiochelidon cyanoleuca | Golondrina de dorso negro o Glondrina barranquera azul | N      | M       | Todo Chile                 |         |            |         |                | Sí       | L: 13-14          | LC |        | [ 55 ] [ 56 ] [ 7 ] [ 57 ]        |
| Tachycineta leucopyga    | Golondrina o Pilmaiquén                                | N      | R       | Atacama a Tierra del Fuego |         |            | Sí      | Sí             | Sí       | L: 13-14          | LC |        | [ 59 ] [ 60 ] [ 15 ] [ 7 ] [ 57 ] |

#### Icteridae
| Nombre científico   | Nombre común           | Origen | Estatus | Distribución en Chile             | Hábitat | Hábitat    | Hábitat | Hábitat        | Hábitat  | Medidas  | EC | Imagen | Refs                 |
| Nombre científico   | Nombre común           | Origen | Estatus | Distribución en Chile             | Bosque  | Plantación | Pradera | Río y/o estero | Matorral | Medidas  | EC | Imagen | Refs                 |
| ------------------- | ---------------------- | ------ | ------- | --------------------------------- | ------- | ---------- | ------- | -------------- | -------- | -------- | -- | ------ | -------------------- |
| Agelasticus thilius | Trile                  | N      | R       | Atacama a Llanquihue              |         |            |         | Sí             |          | L: 19-21 | LC |        | [ 61 ] [ 62 ]        |
| Curaeus curaeus     | Tordo                  | N      | R       | Atacama al Estrecho de Magallanes | Sí      | Sí         | Sí      |                | Sí       | L: 28    | LC |        | [ 63 ] [ 64 ] [ 15 ] |
| Sturnella loyca     | Loica, lloica o milico | N      | R       | Atacama a Magallanes              |         | Sí         | Sí      |                | Sí       | L: 26-28 | LC |        | [ 65 ] [ 66 ] [ 15 ] |

#### Motacillidae
| Nombre científico | Nombre común                           | Origen | Estatus | Distribución en Chile          | Hábitat | Hábitat    | Hábitat | Hábitat        | Hábitat  | Medidas  | EC | Imagen | Refs                 |
| Nombre científico | Nombre común                           | Origen | Estatus | Distribución en Chile          | Bosque  | Plantación | Pradera | Río y/o estero | Matorral | Medidas  | EC | Imagen | Refs                 |
| ----------------- | -------------------------------------- | ------ | ------- | ------------------------------ | ------- | ---------- | ------- | -------------- | -------- | -------- | -- | ------ | -------------------- |
| Anthus correndera | Bailarín chico, caminante o agachadera | N      | R       | Río Copiapó a Tierra del Fuego |         |            | Sí      |                |          | L: 15-16 | LC |        | [ 67 ] [ 68 ] [ 15 ] |

#### Rhinocryptidae
| Nombre científico       | Nombre común                                         | Origen | Estatus | Distribución en Chile       | Hábitat | Hábitat    | Hábitat | Hábitat        | Hábitat  | Medidas  | EC | Imagen | Refs                        |
| Nombre científico       | Nombre común                                         | Origen | Estatus | Distribución en Chile       | Bosque  | Plantación | Pradera | Río y/o estero | Matorral | Medidas  | EC | Imagen | Refs                        |
| ----------------------- | ---------------------------------------------------- | ------ | ------- | --------------------------- | ------- | ---------- | ------- | -------------- | -------- | -------- | -- | ------ | --------------------------- |
| Eugralla paradoxa       | Churrín grande o churrín de la Mocha                 | N      | R       | Maule a Chiloé e Isla Mocha | Sí      |            |         |                |          | L: 15-16 | LC |        | [ 69 ] [ 70 ] [ 50 ] [ 71 ] |
| Pteroptochos tarnii     | Hued-hued del sur o huehueta                         | N      | R       | Río Biobío a Magallanes     | Sí      |            |         |                |          | L: 25    | LC |        | [ 72 ] [ 73 ] [ 74 ] [ 75 ] |
| Scelorchilus rubecula   | Chucao o tricao                                      | N      | R       | Sur de Colchagua a Aysén    | Sí      | Sí         |         |                |          | L: 18    | NT |        | [ 72 ] [ 76 ] [ 15 ] [ 77 ] |
| Scytalopus magellanicus | Churrín patagónico, churrín andino o churrín del sur | N      | R       | Ñuble a Tierra del Fuego    | Sí      |            |         |                |          | L: 10-12 | LC |        | [ 72 ] [ 78 ] [ 15 ] [ 79 ] |

#### Troglodytidae
| Nombre científico     | Nombre común                                                | Origen | Estatus | Distribución en Chile     | Hábitat | Hábitat    | Hábitat | Hábitat        | Hábitat  | Medidas  | EC | Imagen | Refs                 |
| Nombre científico     | Nombre común                                                | Origen | Estatus | Distribución en Chile     | Bosque  | Plantación | Pradera | Río y/o estero | Matorral | Medidas  | EC | Imagen | Refs                 |
| --------------------- | ----------------------------------------------------------- | ------ | ------- | ------------------------- | ------- | ---------- | ------- | -------------- | -------- | -------- | -- | ------ | -------------------- |
| Troglodytes aedon     | Chercán                                                     | N      | M       | Caldera a Cabo de Hornos  | Sí      | Sí         | Sí      | Sí             | Sí       | L: 12    | LC |        | [ 80 ] [ 81 ] [ 15 ] |
| Cistothorus platensis | Chercán de las vegas, chercán del barro o ratona aperdizada | N      | R       | Coquimbo a Cabo de Hornos | Sí      |            | Sí      | Sí             | Sí       | L: 11-12 | LC |        | [ 82 ] [ 83 ] [ 15 ] |

#### Turdidae
| Nombre científico  | Nombre común | Origen | Estatus | Distribución en Chile      | Hábitat | Hábitat    | Hábitat | Hábitat        | Hábitat  | Medidas | EC | Imagen | Refs                 |
| Nombre científico  | Nombre común | Origen | Estatus | Distribución en Chile      | Bosque  | Plantación | Pradera | Río y/o estero | Matorral | Medidas | EC | Imagen | Refs                 |
| ------------------ | ------------ | ------ | ------- | -------------------------- | ------- | ---------- | ------- | -------------- | -------- | ------- | -- | ------ | -------------------- |
| Turdus falcklandii | Zorzal       | N      | R       | Atacama a Tierra del Fuego | Sí      | Sí         | Sí      |                |          | L: 29   | LC |        | [ 84 ] [ 85 ] [ 15 ] |

#### Tyrannidae
| Nombre científico         | Nombre común                                                    | Origen | Estatus | Distribución en Chile                    | Hábitat | Hábitat    | Hábitat | Hábitat        | Hábitat  | Medidas  | EC | Imagen | Refs                 |
| Nombre científico         | Nombre común                                                    | Origen | Estatus | Distribución en Chile                    | Bosque  | Plantación | Pradera | Río y/o estero | Matorral | Medidas  | EC | Imagen | Refs                 |
| ------------------------- | --------------------------------------------------------------- | ------ | ------- | ---------------------------------------- | ------- | ---------- | ------- | -------------- | -------- | -------- | -- | ------ | -------------------- |
| Agriornis livida          | Mero                                                            | N      | R       | Copiapó a Valdivia                       | Sí      |            | Sí      |                | Sí       | L: 27-28 | LC |        | [ 86 ] [ 87 ]        |
| Anairetes parulus         | Cachudito o torito                                              | N      | R       | Paposo a Cochrane                        | Sí      |            |         |                |          | L: 11    | LC |        | [ 88 ] [ 89 ] [ 15 ] |
| Colorhamphus parvirostris | Peutrén                                                         | N      | R       | Coquimbo a Tierra del Fuego              | Sí      |            |         | Sí             |          | L: 13-14 | LC |        | [ 90 ] [ 91 ] [ 10 ] |
| Elaenia albiceps          | Fiofío crestiblanco, fio-fio, chiflador, huiro, huío y silbador | N      | M       | Atacama a Tierra del Fuego               | Sí      | Sí         | Sí      |                |          | L: 15    | LC |        | [ 92 ] [ 93 ]        |
| Lessonia rufa             | Colegial, animita o indio                                       | N      | R       | Valle del Río Copiapó a Tierra del Fuego |         |            |         | Sí             | Sí       | L: 12-13 | LC |        | [ 94 ] [ 95 ]        |
| Muscisaxicola maclovianus | Dormilona totita                                                | N      | M       | Llanquihue al Cabo de Hornos             |         | Sí         | Sí      | Sí             | Sí       | L: 16    | LC |        | [ 96 ] [ 97 ]        |
| Xolmis pyrope             | Diucón, papamoscas, urco o huilco                               | N E    | M       | Copiapó a Tierra del Fuego               |         |            | Sí      | Sí             | Sí       | L: 22-24 | LC |        | [ 98 ] [ 99 ] [ 15 ] |

### Psittaciformes

#### Psittacidae
| Nombre científico          | Nombre común                   | Origen | Estatus | Distribución en Chile                                              | Hábitat | Hábitat    | Hábitat | Hábitat        | Hábitat  | Medidas  | EC | Imagen | Refs                    |
| Nombre científico          | Nombre común                   | Origen | Estatus | Distribución en Chile                                              | Bosque  | Plantación | Pradera | Río y/o estero | Matorral | Medidas  | EC | Imagen | Refs                    |
| -------------------------- | ------------------------------ | ------ | ------- | ------------------------------------------------------------------ | ------- | ---------- | ------- | -------------- | -------- | -------- | -- | ------ | ----------------------- |
| Enicognathus ferrugineus   | Cachaña, catita austral o loro | N      | R       | Zona Central de Chile al Estrecho de Magallanes y Tierra del Fuego | Sí      |            |         |                |          | L: 36    | LC |        | [ 100 ] [ 101 ] [ 102 ] |
| Enicognathus leptorhynchus | Loro choroy, choroy o loro     | N      | R       | Aconcagua a Chiloé; rara vez en Aysén                              | Sí      |            |         |                |          | L: 40-42 | LC |        | [ 103 ] [ 104 ] [ 102 ] |

### Strigiformes

#### Strigidae
| Nombre científico | Nombre común                                                                | Origen | Estatus | Distribución en Chile                                                      | Hábitat | Hábitat    | Hábitat | Hábitat        | Hábitat  | Medidas  | EC | Imagen | Refs                            |
| Nombre científico | Nombre común                                                                | Origen | Estatus | Distribución en Chile                                                      | Bosque  | Plantación | Pradera | Río y/o estero | Matorral | Medidas  | EC | Imagen | Refs                            |
| ----------------- | --------------------------------------------------------------------------- | ------ | ------- | -------------------------------------------------------------------------- | ------- | ---------- | ------- | -------------- | -------- | -------- | -- | ------ | ------------------------------- |
| Asio flammeus     | Nuco o ñuco                                                                 | N      | R       | Vallenar a Tierra del Fuego; estuario del Río Lluta e isla Robinson Crusoe |         |            |         | Sí             | Sí       | L: 42    | LC |        | [ 105 ] [ 106 ] [ 107 ]         |
| Glaucidium nanum  | Chuncho, caburé grande, caburé austral, mochuelo patagón, chucho o quiquill | N      | R       | Atacama a Tierra del Fuego                                                 |         | Sí         | Sí      |                | Sí       | L: 20-21 | LC |        | [ 108 ] [ 107 ] [ 109 ] [ 110 ] |
| Strix rufipes     | Concón o coo                                                                | N      | R       | Santiago a Tierra del Fuego                                                | Sí      |            |         |                |          | L: 38    | LC |        | [ 111 ] [ 112 ] [ 107 ]         |

#### Tytonidae
| Nombre científico | Nombre común | Origen | Estatus | Distribución en Chile    | Hábitat | Hábitat    | Hábitat | Hábitat        | Hábitat  | Medidas  | EC | Imagen | Refs                    |
| Nombre científico | Nombre común | Origen | Estatus | Distribución en Chile    | Bosque  | Plantación | Pradera | Río y/o estero | Matorral | Medidas  | EC | Imagen | Refs                    |
| ----------------- | ------------ | ------ | ------- | ------------------------ | ------- | ---------- | ------- | -------------- | -------- | -------- | -- | ------ | ----------------------- |
| Tyto alba         | Lechuza      | N      | R       | Arica a Tierra del Fuego | Sí      | Sí         | Sí      |                | Sí       | L: 36-38 | LC |        | [ 113 ] [ 114 ] [ 107 ] |

### Trochiliformes

#### Trochilidae
| Nombre científico       | Nombre común               | Origen | Estatus | Distribución en Chile                            | Hábitat | Hábitat    | Hábitat | Hábitat        | Hábitat  | Medidas  | EC | Imagen | Refs                                          |
| Nombre científico       | Nombre común               | Origen | Estatus | Distribución en Chile                            | Bosque  | Plantación | Pradera | Río y/o estero | Matorral | Medidas  | EC | Imagen | Refs                                          |
| ----------------------- | -------------------------- | ------ | ------- | ------------------------------------------------ | ------- | ---------- | ------- | -------------- | -------- | -------- | -- | ------ | --------------------------------------------- |
| Patagona gigas          | Picaflor gigante           | N      | R       | Atacama a Arauco; Isla de Chiloé                 | Sí      |            |         |                |          | L: 21-22 | LC |        | [ 115 ] [ 116 ] [ 10 ] [ 117 ]                |
| Sephanoides sephaniodes | Picaflor chico o pingarita | N      | M       | Atacama a Tierra del Fuego; isla Robinson Crusoe | Sí      |            |         | Sí             |          | L: 11    | LC |        | [ 119 ] [ 120 ] [ 15 ] [ 118 ] [ 10 ] [ 117 ] |

### Piciformes

#### Picidae
| Nombre científico        | Nombre común | Origen | Estatus | Distribución en Chile         | Hábitat | Hábitat    | Hábitat | Hábitat        | Hábitat  | Medidas    | EC | Imagen | Refs                                           |
| Nombre científico        | Nombre común | Origen | Estatus | Distribución en Chile         | Bosque  | Plantación | Pradera | Río y/o estero | Matorral | Medidas    | EC | Imagen | Refs                                           |
| ------------------------ | --- | ------ | ------- | ----------------------------- | ------- | ---------- | ------- | -------------- | -------- | ---------- | -- | ------ | ---------------------------------------------- |
| Campephilus magellanicus | Carpintero negro, picamaderos de Magallanes, carpintero magallánico, carpintero gigante, gallo del monte, pájaro carpintero o picapalos | N      | R       | Concepción a Tierra del Fuego | Sí      |            |         | Sí             |          | L: 43 y 45 | LC |        | [ 121 ] [ 17 ] [ 122 ] [ 123 ] [ 117 ]         |
| Colaptes pitius          | Pitigüe, pitío o pitíu | N      | R       | Coquimbo a Magallanes         | Sí      | Sí         | Sí      |                |          | L: 32-34   | LC |        | [ 124 ] [ 125 ] [ 117 ] [ 15 ]                 |
| Picoides lignarius       | Carpinterito, carpintero chico | N      | M       | Coquimbo a Magallanes         | Sí      | Sí         | Sí      |                | Sí       | L: 18-19   | LC |        | [ 127 ] [ 128 ] [ 117 ] [ 126 ] [ 125 ] [ 15 ] |

### Charadriiformes

#### Charadriidae
| Nombre científico       | Nombre común                                                                      | Origen | Estatus | Distribución en Chile                      | Hábitat | Hábitat    | Hábitat | Hábitat        | Hábitat      | Medidas        | EC | Imagen | Refs                    |
| Nombre científico       | Nombre común                                                                      | Origen | Estatus | Distribución en Chile                      | Islotes | Plantación | Pradera | Río y/o estero | Zona costera | Medidas        | EC | Imagen | Refs                    |
| ----------------------- | --------------------------------------------------------------------------------- | ------ | ------- | ------------------------------------------ | ------- | ---------- | ------- | -------------- | ------------ | -------------- | -- | ------ | ----------------------- |
| Charadrius alexandrinus | Chorlo nevado o angelito                                                          | N      | M       | Arica hasta Llanquihue y Chiloé            |         |            |         | Sí             | Sí           | L: 15-17 E: 34 | LC |        | [ 129 ] [ 130 ] [ 131 ] |
| Charadrius falklandicus | Pollito de mar                                                                    | N      | M       | Antofagasta a Cabo de Hornos               |         |            |         | Sí             | Sí           | L: 18-19       | LC |        | [ 132 ] [ 133 ]         |
| Charadrius modestus     | Chorlo, pollo negro o pollo de mar                                                | N      | M       | Llanquihue a Cabo de Hornos                |         |            |         | Sí             | Sí           | L: 22          | LC |        | [ 134 ] [ 135 ]         |
| Vanellus chilensis      | Queltehue, tregle, tero, tertero o teruteru, fraile, traile, trel, treile o triel | N      | R       | Copiapó a Chiloé; registros en Antofagasta |         | Sí         | Sí      | Sí             | Sí           | L: 35-37       | LC |        | [ 136 ] [ 137 ] [ 15 ]  |

#### Haematopodidae
| Nombre científico     | Nombre común                                      | Origen | Estatus | Distribución en Chile                               | Hábitat | Hábitat    | Hábitat | Hábitat        | Hábitat      | Medidas  | EC | Imagen | Refs                    |
| Nombre científico     | Nombre común                                      | Origen | Estatus | Distribución en Chile                               | Islotes | Plantación | Pradera | Río y/o estero | Zona costera | Medidas  | EC | Imagen | Refs                    |
| --------------------- | ------------------------------------------------- | ------ | ------- | --------------------------------------------------- | ------- | ---------- | ------- | -------------- | ------------ | -------- | -- | ------ | ----------------------- |
| Haematopus ater       | Pilpilén, ostrero o pirpil                        | N      | R       | Arica a Cabo de Hornos                              | Sí      |            |         | Sí             | Sí           | L: 56    | LC |        | [ 138 ] [ 139 ] [ 140 ] |
| Haematopus leucopodus | Pipilén overo, pipilén austral, fil-fil o huasito | N      | R       | Chiloé a Tierra del Fuego                           | Sí      | Sí         | Sí      | Sí             | Sí           | L: 44    | LC |        | [ 141 ] [ 139 ] [ 140 ] |
| Haematopus palliatus  | Pipilén o pirpil                                  | N      | R       | Arica a Chiloé; escaso en el Estrecho de Magallanes | Sí      |            |         | Sí             | Sí           | L: 43-44 | LC |        | [ 142 ] [ 143 ] [ 140 ] |

#### Laridae
| Nombre científico  | Nombre común                               | Origen | Estatus | Distribución en Chile | Hábitat | Hábitat    | Hábitat | Hábitat        | Hábitat  | Medidas | EC | Imagen | Refs            |
| Nombre científico  | Nombre común                               | Origen | Estatus | Distribución en Chile | Bosque  | Plantación | Pradera | Río y/o estero | Matorral | Medidas | EC | Imagen | Refs            |
| ------------------ | ------------------------------------------ | ------ | ------- | --------------------- | ------- | ---------- | ------- | -------------- | -------- | ------- | -- | ------ | --------------- |
| Larus dominicanus  | Gaviota cocinera o gaviota dominicana      |        |         |                       |         |            |         |                |          |         | LC |        | [ 144 ]         |
| Larus maculipennis | Gaviota cahuil, caulle, chelle, o gaviotín |        |         |                       |         |            |         |                |          |         | LC |        | [ 145 ] [ 146 ] |
| Larus modestus     | Gaviota garuma o gaviota gris              |        |         |                       |         |            |         |                |          |         | LC |        | [ 147 ]         |
| Larus pipixcan     | Gaviota de Franklin                        | N      | M       |                       |         |            |         |                |          |         | LC |        | [ 148 ]         |
| Larus scoresbii    | Gaviota austral o gaviota gris             | N      | M       |                       |         |            |         |                |          |         | LC |        | [ 149 ]         |

#### Scolopacidae
| Nombre científico      | Nombre común                       | Origen | Estatus | Distribución en Chile                               | Hábitat | Hábitat    | Hábitat | Hábitat        | Hábitat  | Medidas           | EC | Imagen | Refs                    |
| Nombre científico      | Nombre común                       | Origen | Estatus | Distribución en Chile                               | Bosque  | Plantación | Pradera | Río y/o estero | Matorral | Medidas           | EC | Imagen | Refs                    |
| ---------------------- | ---------------------------------- | ------ | ------- | --------------------------------------------------- | ------- | ---------- | ------- | -------------- | -------- | ----------------- | -- | ------ | ----------------------- |
| Gallinago paraguaiae   | Becacina o porotera                | E      | R       | Atacama al Cabo de Hornos                           |         |            |         | Sí             | Sí       | L: 32             | LC |        | [ 150 ] [ 151 ] [ 152 ] |
| Gallinago stricklandii | Avecacina grande o porotera grande | E      | R       | Cautín a Cabo de Hornos                             |         |            | Sí      | Sí             | Sí       | L: 35-36          | LC |        | [ 153 ] [ 154 ] [ 155 ] |
| Limosa haemastica      | Zarapito de pico recto             |        |         |                                                     |         |            |         |                |          |                   | LC |        |                         |
| Numenius borealis      |                                    |        |         |                                                     |         |            |         |                |          |                   | LC |        |                         |
| Numenius phaeopus      |                                    |        |         |                                                     |         |            |         |                |          |                   | LC |        | [ 156 ] [ 10 ]          |
| Tringa melanoleuca     |                                    |        |         |                                                     |         |            |         |                |          |                   | LC |        |                         |
| Tringa flavipes        |                                    |        |         |                                                     |         |            |         |                |          |                   | LC |        |                         |
| Actitis macularia      |                                    |        |         |                                                     |         |            |         |                |          |                   | LC |        |                         |
| Calidris canutus       |                                    |        |         |                                                     |         |            |         |                |          |                   | LC |        |                         |
| Calidris alba          |                                    |        |         |                                                     |         |            |         |                |          |                   | LC |        | [ 157 ] [ 156 ]         |
| Calidris bairdii       | Pollito de mar, pollito de la vega |        | M       | Tarapacá a Magallanes                               |         |            |         | Sí             |          | L: 14-18 E: 34-38 | LC |        | [ 158 ] [ 159 ]         |
| Phalaropus tricolor    | Pollito de mar tricolor            |        | M       | Arica, Valparaíso, Región de Los Lagos y Magallanes |         |            |         | Sí             |          | L: 25             | LC |        | [ 160 ] [ 161 ]         |
| Phalaropus lobatus     | Pollito de mar boreal              |        | M       | Arica a Magallanes                                  |         |            |         | Sí             |          | L: 16-18          | LC |        | [ 162 ] [ 163 ]         |

#### Rynchopidae
| Nombre científico | Nombre común              | Origen                         | Estatus | Distribución en Chile | Hábitat | Hábitat    | Hábitat | Hábitat        | Hábitat      | Medidas             | EC | Imagen | Refs                           |
| Nombre científico | Nombre común              | Origen                         | Estatus | Distribución en Chile | Islotes | Plantación | Pradera | Río y/o estero | Zona costera | Medidas             | EC | Imagen | Refs                           |
| ----------------- | ------------------------- | ------------------------------ | ------- | --------------------- | ------- | ---------- | ------- | -------------- | ------------ | ------------------- | -- | ------ | ------------------------------ |
| Rynchops niger    | Rayador o pico de tijeras | Arica a Estrecho de Magallanes |         |                       |         |            |         | Sí             | Sí           | L: 40-50 E: 110-112 | LC |        | [ 18 ] [ 164 ] [ 165 ] [ 139 ] |

#### Stercorariidae
| Nombre científico        | Nombre común                                                             | Origen | Estatus | Distribución en Chile | Hábitat | Hábitat    | Hábitat | Hábitat        | Hábitat  | Medidas | EC | Imagen | Refs                    |
| Nombre científico        | Nombre común                                                             | Origen | Estatus | Distribución en Chile | Bosque  | Plantación | Pradera | Río y/o estero | Matorral | Medidas | EC | Imagen | Refs                    |
| ------------------------ | ------------------------------------------------------------------------ | ------ | ------- | --------------------- | ------- | ---------- | ------- | -------------- | -------- | ------- | -- | ------ | ----------------------- |
| Stercorarius chilensis   | Págalo chileno, skúa chileno o escúa chileno                             | N      |         |                       |         |            |         |                |          | L:      | LC |        | [ 166 ]                 |
| Stercorarius parasiticus | Págalo parásito, escúa ártico, salteador parásito o salteador parasítico | N      | M       |                       |         |            |         |                |          | L:      | LC |        | [ 167 ] [ 168 ] [ 169 ] |

#### Sternidae
| Nombre científico   | Nombre común | Origen | Estatus | Distribución en Chile | Hábitat | Hábitat    | Hábitat | Hábitat        | Hábitat  | Medidas | EC | Imagen | Refs |
| Nombre científico   | Nombre común | Origen | Estatus | Distribución en Chile | Bosque  | Plantación | Pradera | Río y/o estero | Matorral | Medidas | EC | Imagen | Refs |
| ------------------- | ------------ | ------ | ------- | --------------------- | ------- | ---------- | ------- | -------------- | -------- | ------- | -- | ------ | ---- |
| Sterna hirundinacea |              |        |         |                       |         |            |         |                |          |         | LC |        |      |
| Sterna trudeaui     |              |        |         |                       |         |            |         |                |          |         | LC |        |      |

#### Thinocoridae
| Nombre científico       | Nombre común                                                     | Origen | Estatus | Distribución en Chile          | Hábitat | Hábitat    | Hábitat | Hábitat        | Hábitat  | Medidas  | EC | Imagen | Refs            |
| Nombre científico       | Nombre común                                                     | Origen | Estatus | Distribución en Chile          | Bosque  | Plantación | Pradera | Río y/o estero | Matorral | Medidas  | EC | Imagen | Refs            |
| ----------------------- | ---------------------------------------------------------------- | ------ | ------- | ------------------------------ | ------- | ---------- | ------- | -------------- | -------- | -------- | -- | ------ | --------------- |
| Thinocorus orbignyianus | Perdicita cojón, cojón, corral, cojón corralero, huancho o kotel | N      | R       | Antofagasta a Tierra del Fuego |         | Sí         |         |                | Sí       | L: 21-23 | LC |        | [ 170 ] [ 171 ] |

## Aves acuáticas

### Phoenicopteriformes

#### Phoenicopteridae
| Nombre científico        | Nombre común     | Origen | Estatus | Distribución en Chile       | Clasificación | Clasificación | Hábitat | Hábitat | Hábitat   | Hábitat             | Medidas    | EC | Imagen | Refs                            |
| Nombre científico        | Nombre común     | Origen | Estatus | Distribución en Chile       | Costera       | Oceánica      | Islotes | Playas  | Roqueríos | Aguas continentales | Medidas    | EC | Imagen | Refs                            |
| ------------------------ | ---------------- | ------ | ------- | --------------------------- | ------------- | ------------- | ------- | ------- | --------- | ------------------- | ---------- | -- | ------ | ------------------------------- |
| Phoenicopterus chilensis | Flamenco chileno | N      | M       | Tarapacá a Tierra del Fuego | Sí            |               |         |         |           | Sí                  | L: 110-130 | NT |        | [ 172 ] [ 173 ] [ 174 ] [ 175 ] |

### Sphenisciformes

#### Spheniscidae
| Nombre científico       | Nombre común                                                     | Origen | Estatus | Distribución en Chile                                                             | Clasificación | Clasificación | Hábitat | Hábitat | Hábitat   | Hábitat             | Medidas  | EC | Imagen | Refs                                                                    |
| Nombre científico       | Nombre común                                                     | Origen | Estatus | Distribución en Chile                                                             | Costera       | Oceánica      | Islotes | Playas  | Roqueríos | Aguas continentales | Medidas  | EC | Imagen | Refs                                                                    |
| ----------------------- | ---------------------------------------------------------------- | ------ | ------- | --------------------------------------------------------------------------------- | ------------- | ------------- | ------- | ------- | --------- | ------------------- | -------- | -- | ------ | ----------------------------------------------------------------------- |
| Spheniscus humboldti    | Pingüino de Humboldt, pachanca o patranca                        | N      | M       | Arica a islotes de Puñihuil de Ancud; Robinson Crusoe, Isla Metalqui e Isla Guafo |               | Sí            | Sí      | Sí      | Sí        |                     | L: 67-72 | VU |        | [ 176 ] [ 10 ] [ 177 ] [ 178 ] [ 179 ] [ 180 ]                          |
| Spheniscus magellanicus | Pingüino de Magallanes, pingüino patagónico, pachanca o patranca | N      | M       | Cabo de Hornos a Tierra del Fuego hasta islote Pájaro Niño de Algarrobo           |               | Sí            | Sí      | Sí      | Sí        |                     | L: 70    | NT |        | [ 176 ] [ 181 ] [ 182 ] [ 183 ] [ 184 ] [ 185 ] [ 186 ] [ 179 ] [ 180 ] |